# Совина ялина
Совина ялина — зоологічна пам'ятка природи місцевого значення. Об'єкт розташований на території Черкас Черкаської області, територія в/ч А 3640.
Площа — 0,01 га, статус отриманий у 2002 році.